# Perdus dans le Far West
Perdus dans le Far West (Lost in the West) est une mini-série américaine de comédie-western en trois parties de 44 minutes réalisée par Carlos Gonzalez et diffusée du 28 au 30 mai 2016 sur Nickelodeon.
En France, elle est diffusée du 2 au 16 septembre 2016 sur Nickelodeon France. Elle reste inédite dans les autres pays francophones.

## Synopsis
Deux frères inventent accidentellement une machine à remonter le temps et sont transportés en 1885, où ils entrent en conflit avec le maire local,,,.

## Distribution
- Caleb Thomas : Chip Caldwell
- Niko Guardado : Dave Flowers
- Fallon Smythe : Lisa Waters et Luna
- Morgan Higgins : Texas Jane
- James Eeles : Cody Duvalier
- Kamran Darabi-Ford : Mitch Duvalier
- Mark Schardman : Doc Duvalier
- Alex Sawyer : Jimmy the Kid
- Jeff Zach : Chef Running Water

## Épisodes
| N° | Titre      | Réalisation     | Scénario                       | Première diffusion | Audience  | Première diffusion |
| -- | ---------- | --------------- | ------------------------------ | ------------------ | --------- | ------------------ |
| 1  | 1re partie | Carlos Gonzalez | Kevin M Brennan et Doug Manley | 28 mai 2016        | 1 220 000 | 2 septembre 2016   |
| 2  | 2e partie  | Carlos Gonzalez | Kevin M Brennan et Doug Manley | 29 mai 2016        | 1 200 000 | 9 septembre 2016   |
| 3  | 3e partie  | Carlos Gonzalez | Kevin M Brennan et Doug Manley | 30 mai 2016        | 1 000 000 | 16 septembre 2016  |

Moyenne des téléspectateurs : 1 140 000.